# Grabner
Grabner je priimek v Sloveniji, ki ga je po podatkih Statističnega urada Republike Slovenije na dan 1. januarja 2010 uporabljalo 294 oseb in je med vsemi priimki po pogostosti uporabe uvrščen na 1.336. mesto.

## Znani nosilci priimka
- Jurij Grabner (1806–1862), pesnik, pisatelj, prevajalec, politik; duhovnik
- Sara Nuša Golob Grabner (*1994), fotografinja, pesnica, urednica, umetnostna zgodovinarka, kustosinja
- Uroš (Urosh) Grabner, naravoslovni fotograf